# Tillandsia pacifica
Tillandsia pacifica là một loài thuộc chi Tillandsia. Đây là loài đặc hữu của México.